# 321-es busz
A 321-es jelzésű elővárosi autóbusz Budapest, Újpest-Városkapu IV. kerület és Mogyoród, HÉV-állomás között közlekedik az M3-as autópályán. Az autóbusz a 320-as busz gyorsjárata. A járat érinti a Hungaroringet és az AQUARENA-t, valamint a mogyoródi HÉV-állomást. A viszonylatot a MÁV Személyszállítási Zrt. üzemelteti.
A járaton 2018 decemberétől 2019 végéig az alábbi idénymenetrend van érvényben:
- 2018. december 9. és 2019. április 4. között: nem érinti sem a Hungaroringet, sem az Aquarenát.
- 2019. április 6. és június 14. között: a Hungaroringet minden nap érinti, az Aquarenánál nem áll meg.
- 2019. június 15. és szeptember 1. között: a Hungaroringet és az Aquarenát is minden nap érinti; a Kerektói Ipari parknál ekkor csak leszállni lehet.
- 2019. szeptember 2–29. között: a Hungaroringet minden nap érinti, az Aquerénánál nem áll meg.
- 2019. szeptember 30-ától: nem érinti sem a Hungaroringet, sem az Aquarenát.

## Története
2009. június 16-án a váci forgalmi térségben is bevezették a budapesti agglomerációs forgalmi térségben alkalmazott egységes járatszámozásos rendszert. A 321-es korábban a 2021-es járatszámot viselte. A járat gyorsjárat volt Vác és Fót között a tanítási időszakban. Vácról indult, Gödön három helyen állt meg, majd Dunakeszi városháza megállójától kezdve minden megállót érintve érkezett Fótra, a gyermekvároshoz. A járat célja alapvetően a fóti waldorf iskolába járók összegyűjtése volt Vác térségéből, illetve délután a diákok hazaszállítása ugyanezen az útvonalon. A járat szerves része volt a BKSZ-nek, ezért értelemszerűen a 321-es buszt nem csak diákok vehették igénybe.
2016. május 7-étől a 321-es autóbusz jelzése 371-re módosult és a 320-as busz gyorsjárataként új járat indult 321-es jelzéssel, amely Budapest, Újpest-Városkapu autóbusz-állomás és Mogyoród, HÉV-állomás között szállít utasokat minden nap.

## Megállóhelyei
| 0                             | Budapest, Újpest-Városkapu (IV. kerület) végállomás                       | 19 | 104, 104A, 121, 122E, 196, 196A, 204 300, 302, 303, 305, 308, 309, 310, 312, 313, 314, 315, 316, 318, 319, 320, 872, 880, 882, 884, 889, 890, 893 1010, 1011, 1013, 1014 S72 Z72 S76 |
| 1                             | Budapest, Újpest-Központ                                                  | 18 | 12, 14 25, 30, 30A, 104, 104A, 120, 147, 170, 196, 196A, 204, 220, 230, 270P 308, 309, 310, 313, 314, 315, 316, 317, 318, 319, 320                                                   |
| 2                             | Budapest, Árpád Kórház                                                    | 17 | 25, 104, 104A, 170, 196, 196A, 204, 270 308, 309, 310, 313, 314, 315, 316, 317, 318, 319, 320                                                                                        |
| 3                             | Budapest, Széchenyi tér                                                   | 16 | 104, 104A, 125, 170, 204, 231, 231B 308, 309, 310, 313, 314, 315, 316, 317, 318, 319, 320                                                                                            |
| 4                             | Budapest, Juhos utca                                                      | 15 | 5, 104, 104A, 204, 231, 231B 308, 309, 310, 313, 314, 315, 316, 317, 318, 319, 320                                                                                                   |
| 5                             | Budapest, Szántóföld utca                                                 | 14 | 124 308, 309, 310, 313, 314, 315, 317, 318, 319, 320 |
| Budapest közigazgatási határa |                                                                           |    | |
| 6                             | Mogyoród, HUNGARORING főbejárat                                           | 13 | |
| 7                             | Mogyoród, Kerektó Ipari park (a nyári időszakban csak leszállás céljából) | 12 | |
| 8                             | Mogyoród, AQUARENA                                                        | 11 | |
| 9                             | Mogyoród, Kerektó Ipari park                                              | 10 | |
| 10                            | Mogyoród, Templom tér                                                     | 9  | |
| 11                            | Mogyoród, patak híd                                                       | 8  | 317, 320, 324, 325, 326 |
| 12                            | Mogyoród, Mázsa tér                                                       | 7  | 317, 320, 324, 325, 326 |
| 13                            | Mogyoród, Mátyás király utca                                              | 6  | 317, 320, 324, 325, 326 |
| 14                            | Mogyoród, Mázsa tér                                                       | 5  | 317, 320, 324, 325, 326 |
| 15                            | Mogyoród, patak híd                                                       | 4  | 317, 320, 324, 325, 326 |
| 16                            | Mogyoród, Újfalu                                                          | 3  | 317, 320, 324, 325, 326 |
| 17                            | Mogyoród, Ring fogadó                                                     | 2  | 317, 320, 324, 325, 326 |
| 18                            | Mogyoród, Szadai elágazás                                                 | 1  | 317, 320, 324, 325, 326 |
| 19                            | Mogyoród, HÉV-állomás végállomás                                          | 0  | 317, 320, 324, 325, 326 |